# Garmin
Garmin er en amerikansk producent af GPS-udstyr.
Deres sortiment omfatter udgaver til friluftsliv, geocaching, cykelsport, både, fly og bil.